# 葉爾羌

叶尔羌在新疆的位置（1820年）

葉爾羌（維吾爾語：يەكەن‎），一作葉爾羗，中國清代新疆城名，後用作地區名，即葉爾羌辦事大臣轄區。其轄地大致相當於今中華人民共和國新疆維吾爾自治區喀什地區的莎車縣、澤普縣、麥蓋提縣、葉城縣、塔什庫爾干縣、巴楚縣一帶以及圖木舒克市、克孜勒蘇州的阿克陶縣、和田地區的皮山縣；克什米爾東北一部份地區。光緒末年新疆建省，以其地置莎車直隸州，後升為莎車府，隸屬於喀什噶爾道。

## 建置沿革

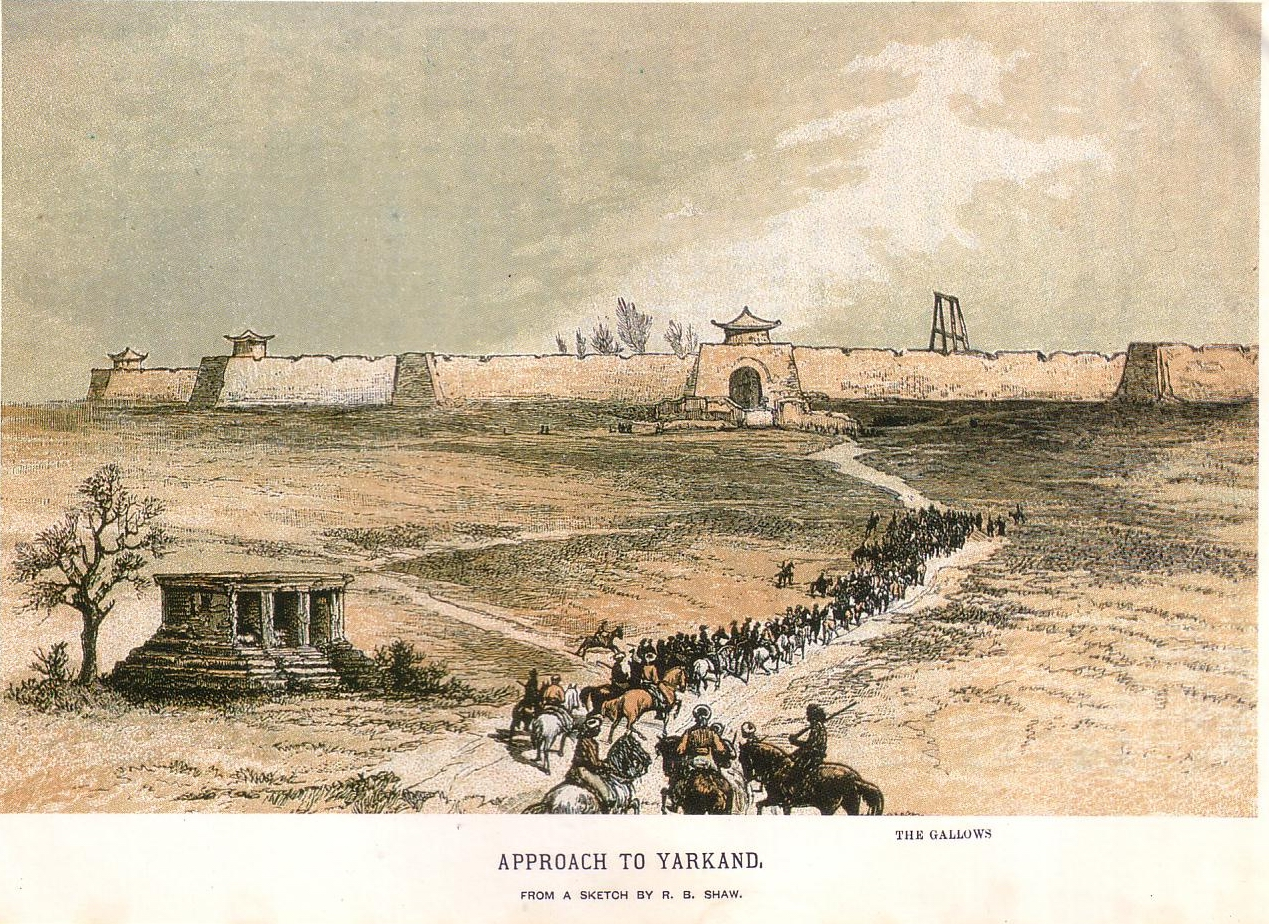
同治七年（1868年）的葉爾羌城

葉爾羌城在漢代為莎車國地，元代稱為鴉兒看（押兒牽），明代譯作“牙兒干”，為喀什噶爾汗國（葉爾羌汗國）領地。清代改譯作葉爾羌。
清康熙中，葉爾羌汗阿卜都里什特由準噶爾逃至內地。沙俄彼得一世在1716年（康熙五十五年）左右，為開辟通往印度洋的通道，曾派遣軍隊沿額爾齊斯河向東南卡爾梅克方行進而入侵該地區，但被准噶尔汗国軍隊剿滅。乾隆二十四年（1759年），清軍平定大小和卓之亂，回部各城納入版圖，置葉爾羌辦事大臣、幫辦大臣，駐葉爾羌回城（今莎車縣城叶尔羌街道）。
道光十一年（1831年），總理回疆事務參贊大臣由喀什噶爾移駐葉爾羌，改葉爾羌辦事大臣為葉爾羌參贊大臣，總理回部南八城。同治三年（1864年），新疆各地陸續爆發民變，次年（1865年）葉爾羌參贊大臣武隆額離任。光緒四年（1878年）清軍收復回部各城，葉爾羌隸屬於“西四城善後總局”。光緒八年（1882年），新疆改行郡縣制，葉爾羌地方置莎車直隸州。光緒二十八年（1902年）升為莎車府。

## 所屬區域
清代葉爾羌所屬回城、回莊有：伯什恰特、雅哈阿里克、坡斯恰木（今澤普縣）、哈爾哈里克（哈爾噶里克）、貝拉、楚魯克、伯什阿里克、皮什南、托古斯恰特、固璊（今皮山縣）、章固雅、薩納珠（桑珠）、木濟、袞得里克、都漥、阿克阿里克、皮雅勒阿勒璊、鄂湍楚魯克、舒帖、呼木什恰特、裕勒阿里克、阿喇勒、喀瑪喇克、喇巴特齊、伊奇蘇凝阿喇斯、哈喇古哲什、和什阿喇布、庫克雅爾、英額齊盤、色勒庫爾（色勒克郭勒）、鄂爾多諤斯騰、密什雅爾、汗阿里克、塔噶爾齊、阿布普爾、拜林、庫勒塔里木、呼拉瑪（呼爾璊）、巴爾楚克（今巴楚縣）、察特西林、塞爾勒克、喀爾楚。

### 出处
1. ↑  《元史》地理志
2. ↑  《明史》西域傳
3. ↑  沈, 影. . 北京: 社会科学文献. 2013. ISBN 978-7-5097-4635-6.
4. ↑  雍正年间的这场军备竞赛，源自一个战俘的逆袭？，2020-07-22 ，澎湃新闻·澎湃号·湃客的存檔，存档日期2022-05-02.
5. ↑  《清史稿》職官志四
6. ↑  《一統志》葉爾羌

## 书目
- 嘉慶重修《大清一統志》，商務印書館《四部叢刊》影印殿本
- 《清史稿》 ，中華書局點校本
- 譚其驤等，1974，《中國歷史地圖集》，北京：中國地圖出版社